# 해남 현산두모리패총
해남 현산두모리패총은 대한민국 전라남도 해남군 현산면 백포리에 있다. 2001년 11월 7일 해남군의 향토문화유산 제5호로 지정되었다.

## 개요
두모패총은 백포만의 출입구에 해당하는 두모 마을 뒤편 해안의 남서쪽 경사면에 패각층 단면이 노출되어 있다. 이곳은 본래 섬이었으나 간척으로 인해 연륙된 곳으로 패각 층은 현재 해수면으로부터 30m에 이르는 곳까지 경사를 이루며 형성되어 있는데 패각 층의 두께는 50~200cm이고, 길이 약 100m, 폭 100m가령의 범위에 패각 층이 분포하고 있다. 두모패총은 해남에서 가장 이른 신석기 유적이 발견된 곳으로 이곳에서 즐문토기편, 무문토기저부, 적갈색경질토기 등이 수습되었다. 두모패총유적은 신석기로부터 청동기시대를 거쳐 철기시대에 이르는 오랜 기간 형성된 것으로 보고 있으며 군곡리 패총과 함께 해남의 대표적인 패총유적이다.